# مزبدات
المزبدات أو السركوبيات أو فصيلة سيركوبيدي (الاسم العلمي Cercopidae)، هي فصيلة حشرات من نصفيات الأجنحة وهي أكبر فصيلة في الفصيلة العليا المزبديات، تتغذى على الأنسجة الوعائية الخشبية.